# プラーチーンブリー駅
プラーチーンブリー駅（プラーチーンブリーえき、タイ語:สถานีรถไฟปราจีนบุรี）は、タイ王国の中部プラーチーンブリー県ムアンプラーチーンブリー郡にある、タイ国有鉄道東本線の駅である。

## 概要
プラーチーンブリー駅は、タイ王国中部プラーチーンブリー県の県庁所在地であり、人口約11万人が暮らすムアンプラーチーンブリー郡にある東本線の駅である。町の中心部に位置する為、利便性が良く、駅の正面側（南側）が、市街地である。当駅の名前のプラーチーンブリーとはタイ語で東方の町という意味である。
1日に10本の列車（5往復）の発着があり、いずれも普通列車（東本線には特急列車、急行列車、快速列車の運行は無い）である。5往復の内1往復は、当駅が始発、終着である。運賃はクルンテープ駅 - 当駅間（121.78km）で26バーツとなっている。当駅を含むチャチューンサオ駅 - アランヤプラテート駅間は単線区間である。

## 歴史
1908年1月24日に、東本線のクルンテープ駅 - チャチューンサオ駅（60.99km）が開業した。約17年後の1925年1月1日に、当駅を含むカビンブリー駅まで延伸開業した。 
- 1908年1月24日【開業】クルンテープ駅 - チャチューンサオ駅（60.99km）
- 1925年1月1日【開業】チャチューンサオ駅 - カビンブリー駅（100.27km）

## 駅構造
単式及び島式1面の複合型ホーム2面2線をもつ地上駅であり、駅舎はホームに面している。

## 駅周辺の施設等
- プラーチーンブリーバスターミナル（約2km）